# Хоу Міньвень
Хоу Міньвень ({нар. 19 березня 1988) — тайваньська борчиня вільного стилю, срібна та бронзова призерка чемпіонатів Азії, бронзова призерка чемпіонату світу серед студентів.

## Життєпис
Боротьбою почала займатися з 1996 року. У 2004 році стала чемпіонкою Азії серед кадетів. Наступного року на цих же змаганнях завоювала срібну медаль. Того ж року такого ж результату досягла на чемпіонаті Азії серед юніорів. 2006 року стала бронзовою призеркою чемпіонату Азії серед юніорів, а ще через рік стала чемпіонкою Азії серед юніорів.
Тренер — Хуан Шен Хао.

## Спортивні результати на міжнародних змаганнях

### Виступи на Чемпіонатах світу
| Змагання                        | Збірна            | Вагова категорія          | Місце |
| ------------------------------- | ----------------- | ------------------------- | ----- |
| Чемпіонат світу з боротьби 2006 | Китайський Тайбей | жіноча боротьба, до 63 кг | 25    |
| Чемпіонат світу з боротьби 2007 | Китайський Тайбей | жіноча боротьба, до 63 кг | 16    |
| Чемпіонат світу з боротьби 2008 | Китайський Тайбей | жіноча боротьба, до 59 кг | 18    |
| Чемпіонат світу з боротьби 2010 | Китайський Тайбей | жіноча боротьба, до 63 кг | 20    |
| Чемпіонат світу з боротьби 2012 | Китайський Тайбей | жіноча боротьба, до 63 кг | 19    |
| Чемпіонат світу з боротьби 2013 | Китайський Тайбей | жіноча боротьба, до 59 кг | 16    |

### Виступи на Чемпіонатах Азії
| Змагання                       | Збірна            | Вагова категорія          | Місце  |
| ------------------------------ | ----------------- | ------------------------- | ------ |
| Чемпіонат Азії з боротьби 2004 | Китайський Тайбей | жіноча боротьба, до 59 кг | 8      |
| Чемпіонат Азії з боротьби 2007 | Китайський Тайбей | жіноча боротьба, до 63 кг | 5      |
| Чемпіонат Азії з боротьби 2008 | Китайський Тайбей | жіноча боротьба, до 63 кг | Бронза |
| Чемпіонат Азії з боротьби 2009 | Китайський Тайбей | жіноча боротьба, до 59 кг | 8      |
| Чемпіонат Азії з боротьби 2010 | Китайський Тайбей | жіноча боротьба, до 63 кг | 5      |
| Чемпіонат Азії з боротьби 2011 | Китайський Тайбей | жіноча боротьба, до 59 кг | 8      |
| Чемпіонат Азії з боротьби 2012 | Китайський Тайбей | жіноча боротьба, до 63 кг | Срібло |
| Чемпіонат Азії з боротьби 2013 | Китайський Тайбей | жіноча боротьба, до 63 кг | 5      |
| Чемпіонат Азії з боротьби 2014 | Китайський Тайбей | жіноча боротьба, до 60 кг | 7      |
| Чемпіонат Азії з боротьби 2017 | Китайський Тайбей | жіноча боротьба, до 63 кг | 7      |
| Чемпіонат Азії з боротьби 2018 | Китайський Тайбей | жіноча боротьба, до 62 кг | 8      |

### Виступи на Азійських іграх
| Змагання           | Збірна            | Вагова категорія          | Місце |
| ------------------ | ----------------- | ------------------------- | ----- |
| Азійські ігри 2006 | Китайський Тайбей | жіноча боротьба, до 63 кг | 10    |

### Виступи на Універсіадах
| Змагання               | Збірна            | Вагова категорія          | Місце |
| ---------------------- | ----------------- | ------------------------- | ----- |
| Літня Універсіада 2013 | Китайський Тайбей | жіноча боротьба, до 63 кг | 12    |

### Виступи на Чемпіонатах світу серед студентів
| Змагання                                        | Збірна            | Вагова категорія          | Місце  |
| ----------------------------------------------- | ----------------- | ------------------------- | ------ |
| Чемпіонат світу з боротьби серед студентів 2008 | Китайський Тайбей | жіноча боротьба, до 59 кг | Бронза |

### Виступи на інших змаганнях
| Змагання                                                        | Збірна            | Вагова категорія          | Місце |
| --------------------------------------------------------------- | ----------------- | ------------------------- | ----- |
| Олімпійський кваліфікаційний турнір з боротьби 2008 (Едмонтон)  | Китайський Тайбей | жіноча боротьба, до 63 кг | 10    |
| Олімпійський кваліфікаційний турнір з боротьби 2008 (Хапаранда) | Китайський Тайбей | жіноча боротьба, до 63 кг | 14    |
| Олімпійський кваліфікаційний турнір з боротьби 2012 (Астана)    | Китайський Тайбей | жіноча боротьба, до 63 кг | 7     |
| Олімпійський кваліфікаційний турнір з боротьби 2012 (Тайюань)   | Китайський Тайбей | жіноча боротьба, до 63 кг | 20    |

### Виступи на змаганнях молодших вікових груп
| Змагання                                      | Збірна            | Вагова категорія          | Місце  |
| --------------------------------------------- | ----------------- | ------------------------- | ------ |
| Чемпіонат Азії з боротьби серед кадетів 2004  | Китайський Тайбей | жіноча боротьба, до 60 кг | Золото |
| Чемпіонат Азії з боротьби серед кадетів 2005  | Китайський Тайбей | жіноча боротьба, до 60 кг | Срібло |
| Чемпіонат Азії з боротьби серед юніорів 2005  | Китайський Тайбей | жіноча боротьба, до 59 кг | Срібло |
| Чемпіонат Азії з боротьби серед юніорів 2006  | Китайський Тайбей | жіноча боротьба, до 59 кг | Бронза |
| Чемпіонат Азії з боротьби серед юніорів 2007  | Китайський Тайбей | жіноча боротьба, до 63 кг | Золото |
| Чемпіонат світу з боротьби серед юніорів 2007 | Китайський Тайбей | жіноча боротьба, до 63 кг | 5      |